# Stahlwerke Bochum

Firmenzeichen der Stahlwerke Bochum um 1950

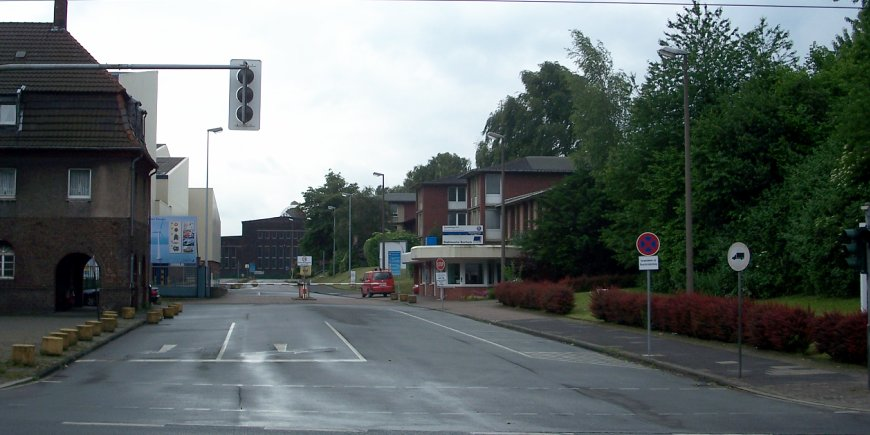
Zufahrt zu TKS Elektro und SWB 2009

Die Stahlwerke Bochum AG (SWB) gehen zurück auf die Seilfabrik Vennemann aus den Anfängen des 19. Jahrhunderts und sind neben dem ehemaligen Bochumer Verein der größte Stahlstandort in Bochum mit Walzwerk und Stahlgießanlagen. Nach mehreren Eigentümerwechseln produzieren heute die ThyssenKrupp und die Stahlwerke Bochum GmbH als Nachfolgeunternehmen am Standort Castroper Straße.

## Geschichte

### Aufstieg

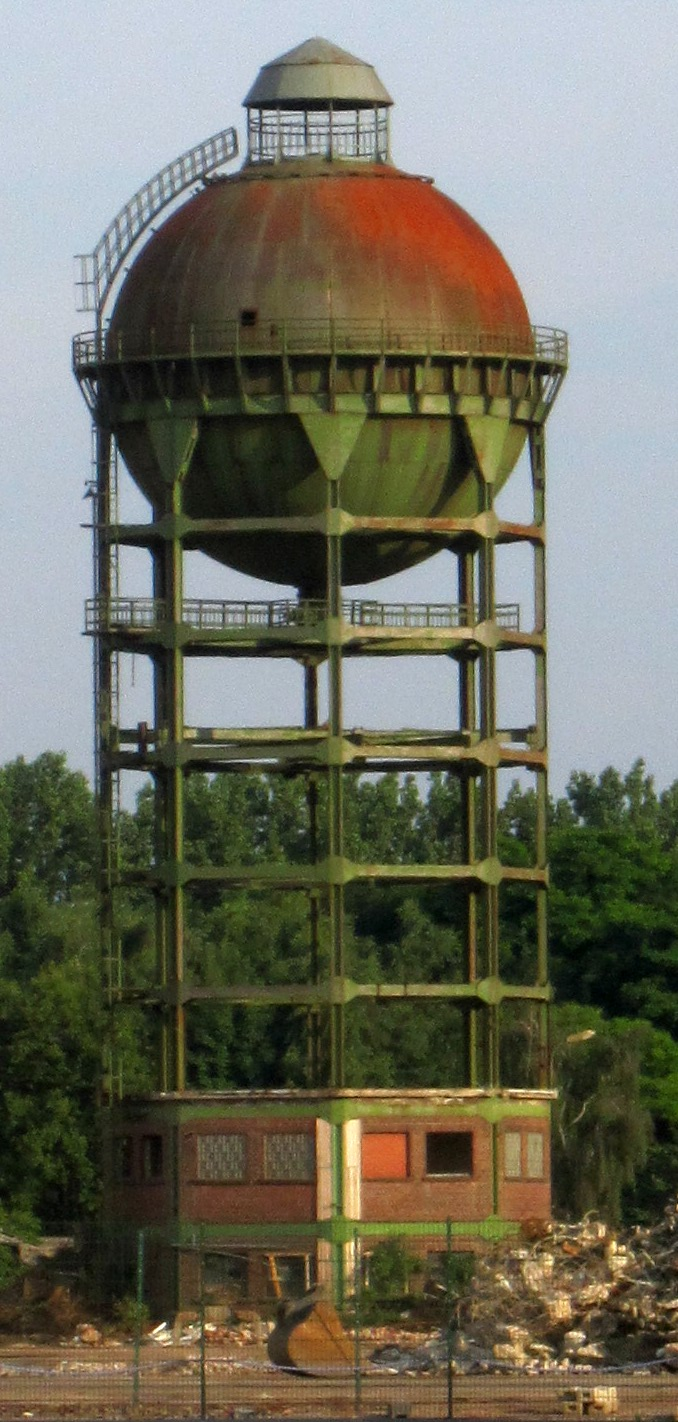
Klönne-Wasserbehälter, im August 2012 abgerissen

Um das Jahr 1820 gründete Johann Hermann Vennemann (1798–1845) an der Castroper Straße in Bochum eine Seilerei, die seine Söhne später an die Essener Chaussee (heute Alleestraße 79, direkt gegenüber dem Bochumer Verein) umsiedelten und die für den prosperierenden Bergbau unter anderem seit 1830 (Draht-)Förderseile herstellte. Heinrich Grimberg übernahm 1880 die Fabrik der Familie seiner Frau Wilhelmine in die Firma H. Grimberg & Christian Hilgerd. 1907 siedelte die Seilerei zusammen mit der Firma Heinrich Grimberg, die Grubenlampen und weitere Bergbauartikel herstellte, auf das heutige Gelände auf der „großen Vöde“ an der Karl-Lange-Straße um. Sechs Jahre später wurde das Produktprogramm dann auf Stahlkonstruktionen und Maschinen umgestellt, 1918 wurde die Firma zur Securitas-Werke AG, die wiederum Mitte des Jahres 1921 in Maschinenbau AG Elsaß umbenannt wurde. Die Stahlwerke Bochum gossen im Rahmen ihrer Nachkriegsproduktion seinerzeit auch Kirchenglocken. Ein Beispiel dafür ist die Herstellung eines Geläuts von drei Stahlglocken (1429 kg, Ton: D; 1036 kg, Ton: F; 650,5 kg, Ton: G) im Jahr 1922 für die evangelisch-lutherische Dorfkirche Spremberg in der Oberlausitz. Das dort vorherige bronzene Geläut, angefertigt von Johann Gotthelf Große, wurde zu Beginn des Ersten Weltkriegs 1914 eingeschmolzen. Das Bochumer Glockengeläut ist noch heute in der Kirchgemeinde Neusalza-Spremberg in Gebrauch. Die Bergbau AG „Lothringen“, zu deren Aktionären Grimberg zählte, initiierte dann den Bau eines Stahl-, Walz- und Schmiedewerkes, das von den Zechenanlagen im Stadtteil Gerthe mit Kokereigas und Elektrizität beliefert werden konnte. Aufgrund einer Neuausrichtung wurde das Unternehmen 1926 in Eisen- und Hüttenwerke AG umbenannt, die Zahl der Arbeiter stieg von 1.034 auf über 2.300.
1936 erwarb die Otto Wolff KG eine Aktienmehrheit von der Bergbau AG „Lothringen“, die in der Weltwirtschaftskrise stark in Bedrängnis gekommen war.
Im Mai 1941 erhielt das Werk die Auszeichnung "Nationalsozialistischer Musterbetrieb".
Wie beim Bochumer Verein wurden auch bei der Eisen- und Hüttenwerke AG Zwangsarbeiter eingesetzt. Diese waren wie andere auch Willkür und Gewalt ausgesetzt. So wurden drei „Ostarbeiter“ nach einem Bombenangriff 1943 als Plünderer erschossen. In den letzten Kriegsjahren wurden auch KZ-Häftlinge des KZ-Außenkommando Eisen- und Hüttenwerke AG für die Produktion eingesetzt.
Da die Fabrikationsanlagen an der Castroper Straße weder im Zweiten Weltkrieg stark beschädigt noch nach Kriegsende demontiert wurden, konnte der Betrieb 1945 nahezu unverändert weitergeführt werden. 1947 wurde der Betrieb dann als Stahlwerke Bochum AG (SWB) neu gegründet, die 1953 schließlich 4000 Arbeiter beschäftigte. Die Drahtseilerei, die im 19. Jahrhundert den Einstieg in das Stahlgeschäft bedeutete, wurde erst am 30. Juli 1951 stillgelegt. Im Jahr 1960 wurde mit dem Bochumer Verein eine Vereinbarung zur Lieferung von Roheisen aus dessen Hochöfen per Bahn abgeschlossen.

### Niedergang
Nach der Höchstzahl von über 5700 Arbeitern im Jahre 1961 und der Inbetriebnahme eines Kaltbreitbandwalzwerks und neuen Elektro-Ofens begann der Abstieg des ehemals zweitgrößten Bochumer Arbeitgebers: In der Stahlkrise erfolgte 1964 die Stilllegung des Siemens-Martin-Stahlwerks, das an die Edelstahlwerke (Krefeld) verkauft wurde, 1966 der Verkauf der Blockwalzstraße, die erst im Vorjahr modernisiert worden war, an die Buderus-Werke (Wetzlar). Im Jahr 1967 waren daher nur noch knapp 3700 Arbeiter und Angestellte bei den SWB beschäftigt. In dieser Zeit wurde auch der markante Gasometer (erbaut um 1926) mit dem Firmenzeichen der Stahlwerke Bochum abgerissen. Nach der Stilllegung des Hammerwerkes 1968 waren es schließlich noch 3300 Arbeitsplätze, als die Thyssen-Gruppe die Mehrheit des nunmehr auf Feinblech und Stahlguss spezialisierten Standortes übernahm.
1970 übernahm die Thyssen-Gruppe das Bochumer Werk komplett, die den Walzwerk-Standort auf die Herstellung von Elektroblech ausrichtete. Der Standort Neviges, an dem zuletzt noch ein Walzwerk unter dem Geschäftsführer Friedrich Toussaint in Betrieb war, stand schließlich 1976 zur Disposition. 1989 wurde der Bochumer Standort mit dem Werk in Gelsenkirchen in der EBG Gesellschaft für Elektromagnetische Werkstoffe GmbH zusammenfasst.

## Gegenwart

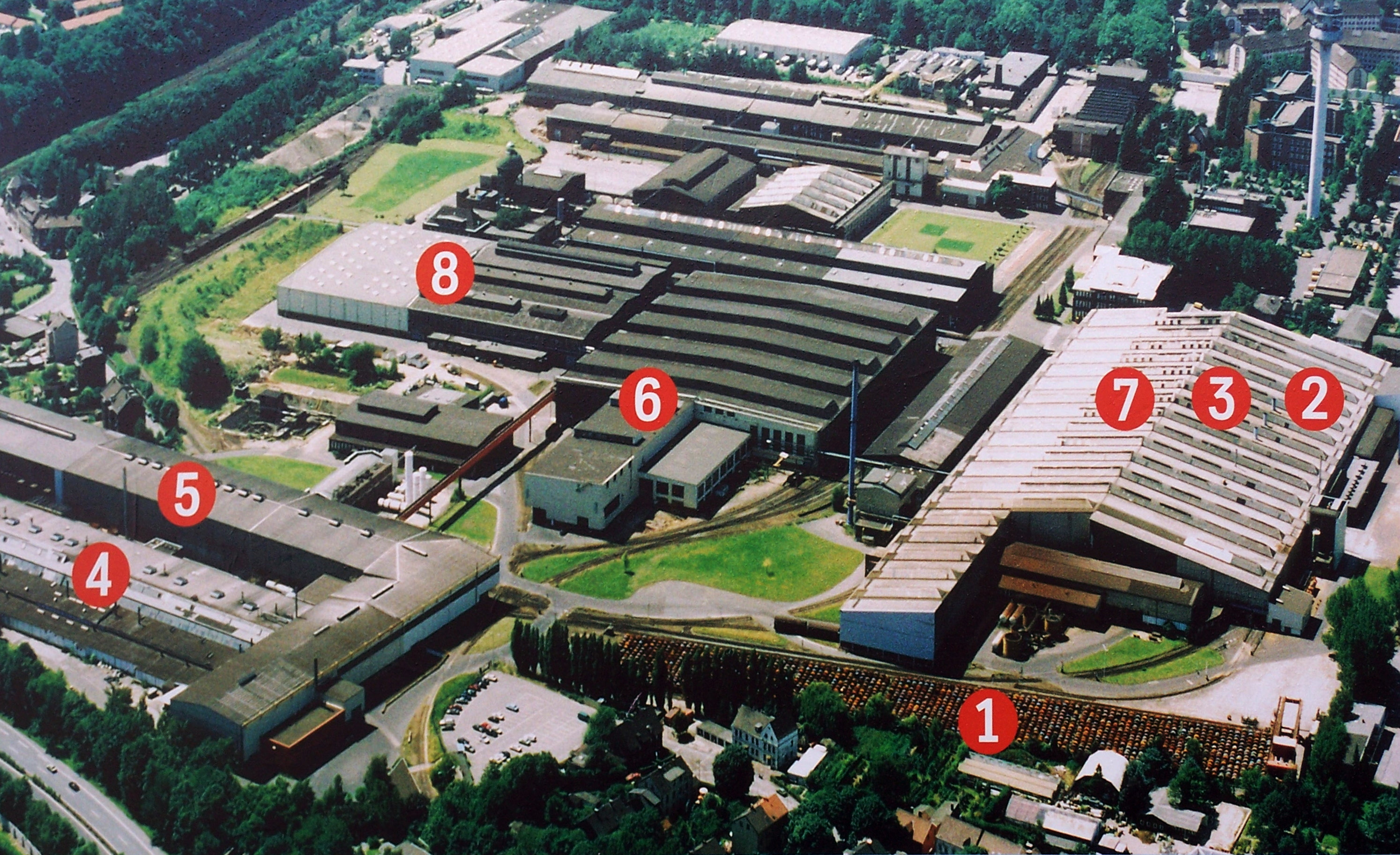
Luftaufnahme des Werksgeländes

2002 wurden die Elektroblech-Aktivitäten der mittlerweile entstandenen ThyssenKruppSteel in der ThyssenKrupp Electrical Steel GmbH zusammengefasst, im September 2004 wurde der Gießereibetrieb jedoch aufgrund der Konzentration von TKS als Management Buyout eine eigenständige GmbH, die wieder den traditionellen Namen „Stahlwerke Bochum“ bekam. Der Umsatz der Stahlwerke Bochum im Geschäftsjahr 2010/11 belief sich auf 31,4 Mio. €, im Vorjahr  2009/10 auf  26,8 Mio. €, der Exportanteil beträgt rund 71 %. Zum September 2011 wurden 131 Personen beschäftigt.
Der Wasserturm vom Typ Klönne, der 1927 errichtet wurde, steht unter Denkmalschutz, wurde aber trotzdem am 24. August 2012 abgerissen. Auch die Hallen des Siemens-Martin-Stahlwerkes wurden im Dezember 1981 niedergelegt.
Seit März 2014 wird die Firma in der Route der Industriekultur, Themenroute Bochum aufgelistet.